# Auerbach in der Oberpfalz

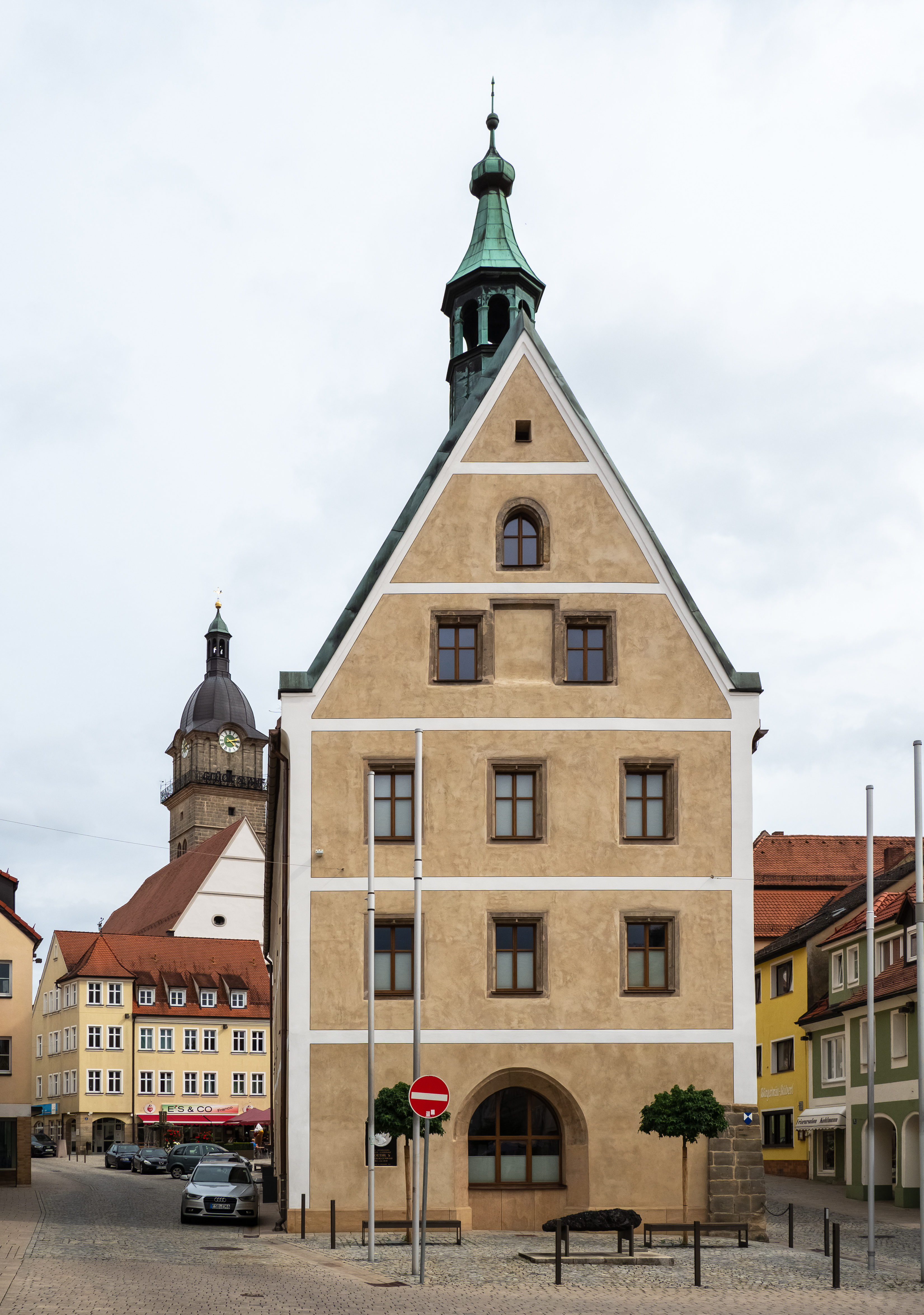
Rathaus von Auerbach

Auerbach in der Oberpfalz (amtlich Auerbach i.d.OPf.) ist eine Stadt im Oberpfälzer Landkreis Amberg-Sulzbach, circa 45 Kilometer nordöstlich von Nürnberg. In der Stadt und in ihrem Umkreis wurde jahrhundertelang (bis zum Jahr 1987) hochwertiges Eisenerz abgebaut.

## Geografie

### Lage
Die Stadt liegt an mehreren kleinen Bächen, unter anderem dem verzweigten Speckbach. Diese münden im Stadtgebiet in den Großen Stadtweiher, dem sich der Kleine Stadtweiher anschließt. Von Nordwest nach Südost durchschneidet die Bundesstraße 85 die Stadt. Im Osten grenzt sie an den Truppenübungsplatzes Grafenwöhr.

### Gemeindegliederung
Es gibt 37 Gemeindeteile (in Klammern ist der Siedlungstyp angegeben):
- Auerbach i.d.OPf. (Hauptort)
- Bernreuth (Dorf)
- Degelsdorf (Dorf)
- Dornbach (Einöde)
- Espamühle (Einöde)
- Gunzendorf (Pfarrdorf)
- Hagenohe (Dorf)
- Hammerberg (Einöde)
- Hämmerlmühle (Einöde)
- Hohe Tanne (Einöde)
- Lehnershof (Einöde)
- Leiten (Weiler)
- Ligenz (Weiler)
- Michelfeld (Pfarrdorf)
- Mühldorf (Weiler)
- Nasnitz (Dorf)
- Neumühle (Einöde)
- Niedernhof (Einöde)
- Nitzlbuch (Dorf)
- Ohrenbach (Dorf)
- Ortlesbrunn (Weiler)
- Pferrach (Dorf)
- Ranna (Dorf)
- Ranzenthal (Dorf)
- Rauhenstein (Einöde)
- Reichenbach (Weiler)
- Rosenhof (Einöde)
- Rußhütte (Einöde)
- Saaß (Weiler)
- Sackdilling (Einöde)
- Sägmühle (Weiler)
- Sand (Dorf)
- Speckmühle (Einöde)
- Staubershammer (Einöde)
- Steinamwasser (Weiler)
- Weidlwang (Dorf)
- Welluck (Dorf)
- Zogenreuth (Dorf)

## Geschichte

### Eine Klosteranlage im beginnenden 12. Jahrhundert
Im Jahre 1119 gründete Bischof Otto der Heilige von Bamberg gut drei Kilometer nordwestlich des kleinen Dorfes Urbach das Benediktinerkloster Michelfeld. Als das geschäftige Treiben der Kaufleute, Händler und Handwerker rund um das Kloster zu groß wurde, bat dessen Abt Adalbert den Bamberger Bischof Egilbert um die Verlegung des Marktes nach Urbach; das wurde 1144 durchgeführt. Kurz darauf erhielt Urbach das Marktrecht des nahen Hopfenohe (ca. 5 km ostwärts im heutigen Truppenübungsplatz Grafenwöhr gelegen) und entwickelte sich in den Folgejahren zu einem Zentrum für die ganze Gegend.

### Zwischen dem 14. und 17. Jahrhundert
Auerbach wurde 1314 von Kaiser Ludwig dem Bayern zur Stadt erhoben. Kaiser Karl IV. machte den Ort 1373 zur Hauptstadt von Neuböhmen, sein Sohn und Nachfolger König Wenzel richtete um 1390 eine eigene Münzwerkstätte ein. Ab dem Jahr 1373 war Auerbach Sitz eines Landgerichts, das mit einer kurzen Unterbrechung (1804–1841) bis 1862 bestand und dann als Amtsgericht bis 1973 weitergeführt wurde. Im Oktober 1380 besuchte der päpstliche Legat, Kardinal Pietro Pileo di Prata die Stadt.
Am 23. September 1400 eroberten die Truppen König Ruprechts von der Pfalz die Stadt Auerbach, die fortan zur Oberen Pfalz gehörte; ihr Namenszusatz OPf. rührt daher.
Beim Hussitenzug Anfang 1430 wurde Auerbach schwer zerstört. Eine Ortsgeschichte berichtet, im Jahre 1430 „… kam ein recht böser Wind aus Böhmen geflogen, und eine Zeit des Schreckens und der Verwüstung brach herein. Die glaubenswüthigen Hussiten durchzogen nämlich … die Pfalz mit Feuer und Schwert und bezeichneten jeden ihrer barbarischen Tritte mit der wildesten Wuth und brandmarkten Alles mit der ausgelassensten Zerstörung. Ihr Weg war Verderben, Flamme, Blut, Raub, Wehklage Schlag auf Schlag. Wie unvermuthete Wolkenbrüche stürzte das Brandgesindel in Eile heran. Schon war fast kein Ort mehr, den der Schlag der Verheerungen nicht erschüttert hat. … Die Menge der rasenden und wie Wölfe heulenden Ketzer war ungeheuer und grausam, war rings um das Kloster in den benachbarten Orten so zahlreich gelagert, dass sie gleich wimmelnden Heuschrecken die Oberfläche der Erde unübersehbar überdeckten.“ (Johannes Neubig: Auerbach, die ehemalige Kreis- und Landgerichtsstadt in der Oberpfalz, Seite 28 ff.)
In der Reformationszeit sympathisierten die Bewohner der Stadt und ihres Umlandes schon ab den 1520er Jahren mit dem Luthertum, das zunächst vom Landesherrn geduldet und 1556 offiziell eingeführt wurde. Gegen verschiedene Versuche späterer Kurfürsten, den Calvinismus durchzusetzen, leistete die Bevölkerung aktiven und passiven Widerstand. Nachdem Maximilian von Bayern 1623 die pfälzische Kurwürde und 1628 die Obere Pfalz und die rechtsrheinische mittlere Pfalz vom Kaiser erhalten hatte, mussten seine Untertanen wieder katholisch werden.
Im Dreißigjährigen Krieg (1618–1648) wurde Auerbach mehrmals von schwedischen und bayerischen Truppen eingenommen. Eine große Pestepidemie im Jahre 1634 sorgte ebenfalls dafür, dass es den Bewohnern in der ersten Hälfte des 17. Jahrhunderts sehr schlecht ging.

### Seit dem 20. Jahrhundert
Einen gewaltigen Einschnitt in die Entwicklung der Stadt stellte die Erweiterung des Truppenübungsplatzes Grafenwöhr ab 1936 dar; Auerbach verlor einen Teil seines östlichen Hinterlandes, das Amtsgericht und 24 Orte mit ihren Bewohnern.
Im Gemeindeteil Michelfeld befindet sich das ehemalige Benediktinerkloster Michelfeld, in dem eine Regens-Wagner-Einrichtung untergebracht ist. Sehenswert ist die barocke Pfarrkirche St. Johannes Evangelista mit Kunstwerken der Brüder Asam.

### Eingemeindungen
Am 1. August 1950 wurde ein Teil der Gemeinde Ebersberg eingegliedert. Im Zuge der Gebietsreform in Bayern kam am 1. Januar 1972 Ranna hinzu. Am 1. Mai 1978 wurden die Gemeinden Degelsdorf, Gunzendorf, Michelfeld, Nasnitz, Nitzlbuch und Ranzenthal eingegliedert.

### Einwohnerentwicklung
Zwischen 1988 und 2018 sank die Einwohnerzahl von 8955 auf 8818 bzw. um 1,5 %.

## Politik

### Stadtrat
Bei der Kommunalwahl am 15. März 2020 ergab sich für die nächsten sechs Jahre folgende Besetzung:
| CSU                                   | 5 Sitze | 23,81 % |
| GRÜNE                                 | 1 Sitz  | 6,80 %  |
| SPD                                   | 5 Sitze | 21,22 % |
| Aufschwung Auerbach 2000/Freie Wähler | 5 Sitze | 25,46 % |
| Christliche Umland Union              | 2 Sitze | 9,22 %  |
| Junge Freie Wähler                    | 1 Sitz  | 6,74 %  |
| Junges Auerbacher Umland              | 1 Sitz  | 6,16 %  |

Gegenüber der Amtszeit 2014 bis 2020 mussten die CSU und die Christliche Umland Union jeweils einen Sitz abgeben, die Jungen Freien Wähler und das Junge Auerbacher Umland kamen mit jeweils einem Mandat neu in den Stadtrat.
Die Wahlbeteiligung lag bei 62,44 %.

### Bürgermeister
Erster Bürgermeister ist seit 1. Mai 2008 Joachim Neuß, der von Freie Wähler/Aufschwung Auerbach nominiert wurde und am 15. März 2020 bei zwei Mitbewerbern mit 64,86 % der Stimmen für weitere sechs Jahre bestätigt wurde.

### Wappen
| | Blasonierung: „In Silber auf grünem Dreiberg schreitend ein golden bewehrter Auerochse, der an einem roten Riemen einen gevierten Schild um den Hals trägt; darin in 1 und 4 ein in Schwarz ein rot gekrönter und rot bewehrter Löwe, in 2 und 3 die bayerischen Rauten.“ |
| Wappenbegründung: Schon das älteste bisher aufgefundene Siegel Auerbachs aus dem Jahre 1409 enthält den Ur oder Auerochs als Wappentier. Es handelt sich somit um ein Redendes Wappen. 1819 musste es einem eher schlichten und wenig aussagekräftigen Stadtwappen Platz machen, denn der damalige Bürgermeister wollte nicht neben einem „Ochs“ unterschreiben. Erst 1963 „durfte“ der Auerochs wieder ins Auerbacher Wappen zurückkehren. | |

### Paten- und Partnerschaften
- Patenschaft für die Bewohner der Egerländer Stadt Schlaggenwald (seit 1956)
- Patenschaft für das 2015 außer Dienst gestellte Minensuchboot Auerbach/Opf. der Bundesmarine (seit 1963) bzw. der Deutschen Marine (seit 1995)
- Partnerschaft mit der französischen Stadt Laneuveville-devant-Nancy im Département Meurthe-et-Moselle (seit 1985)
- freundschaftliche Zusammenarbeit mit dem polnischen Oświęcim (Auschwitz) (seit 1997)

## Kultur, Sehenswürdigkeiten und Sport

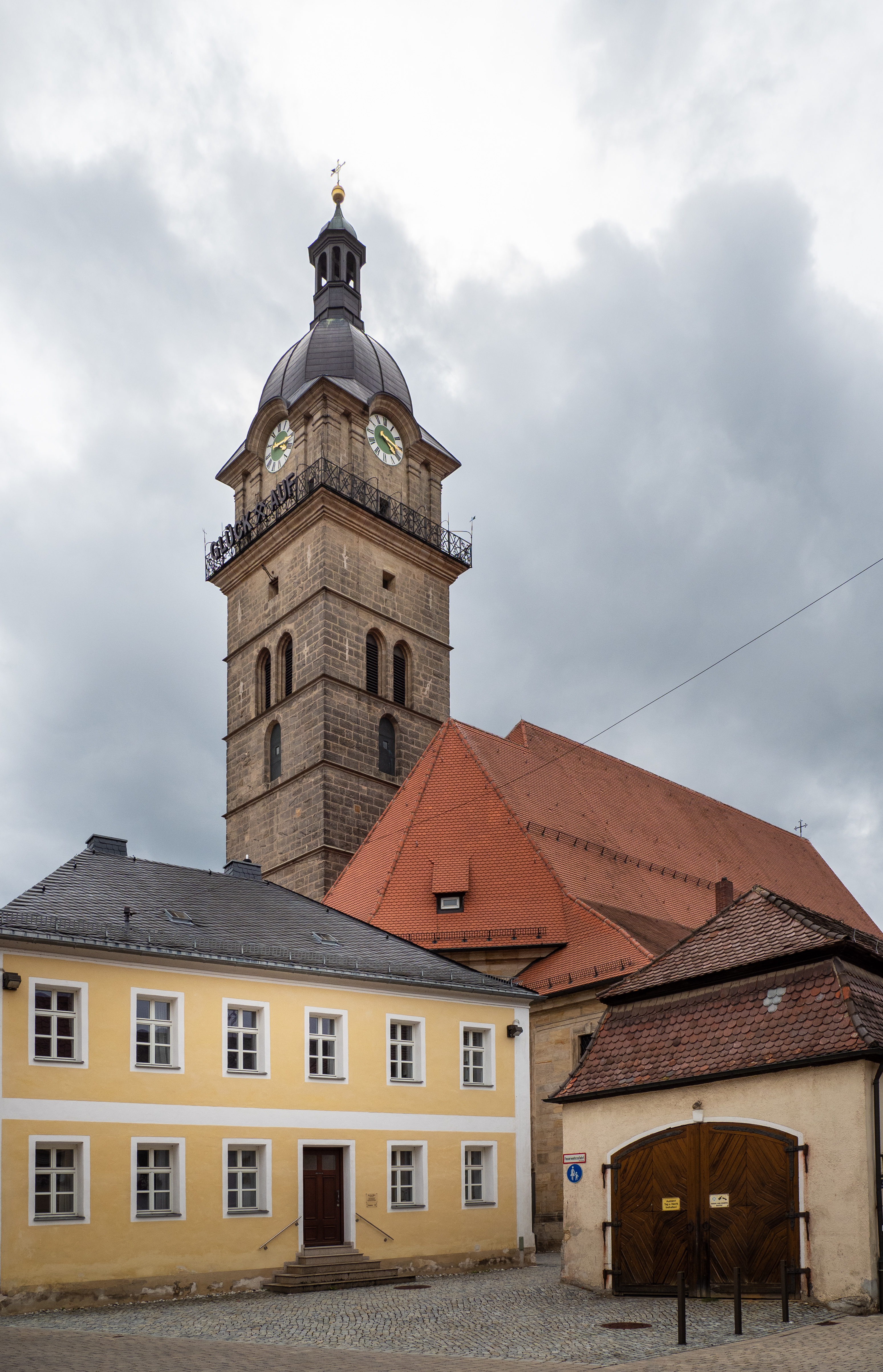
Turm der Pfarrkirche St. Johannes der Täufer

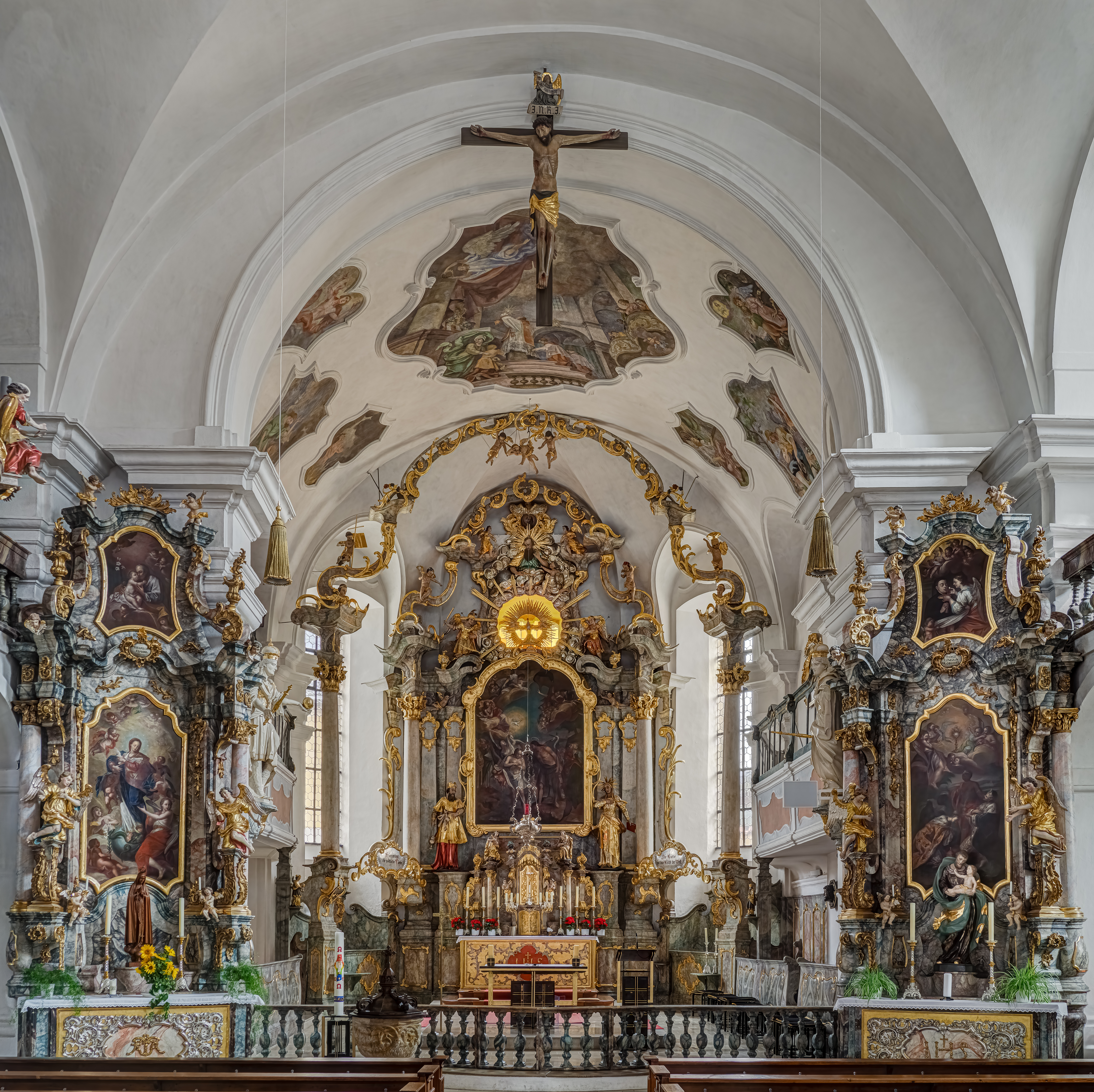
Innenraum der Pfarrkirche St. Johannes

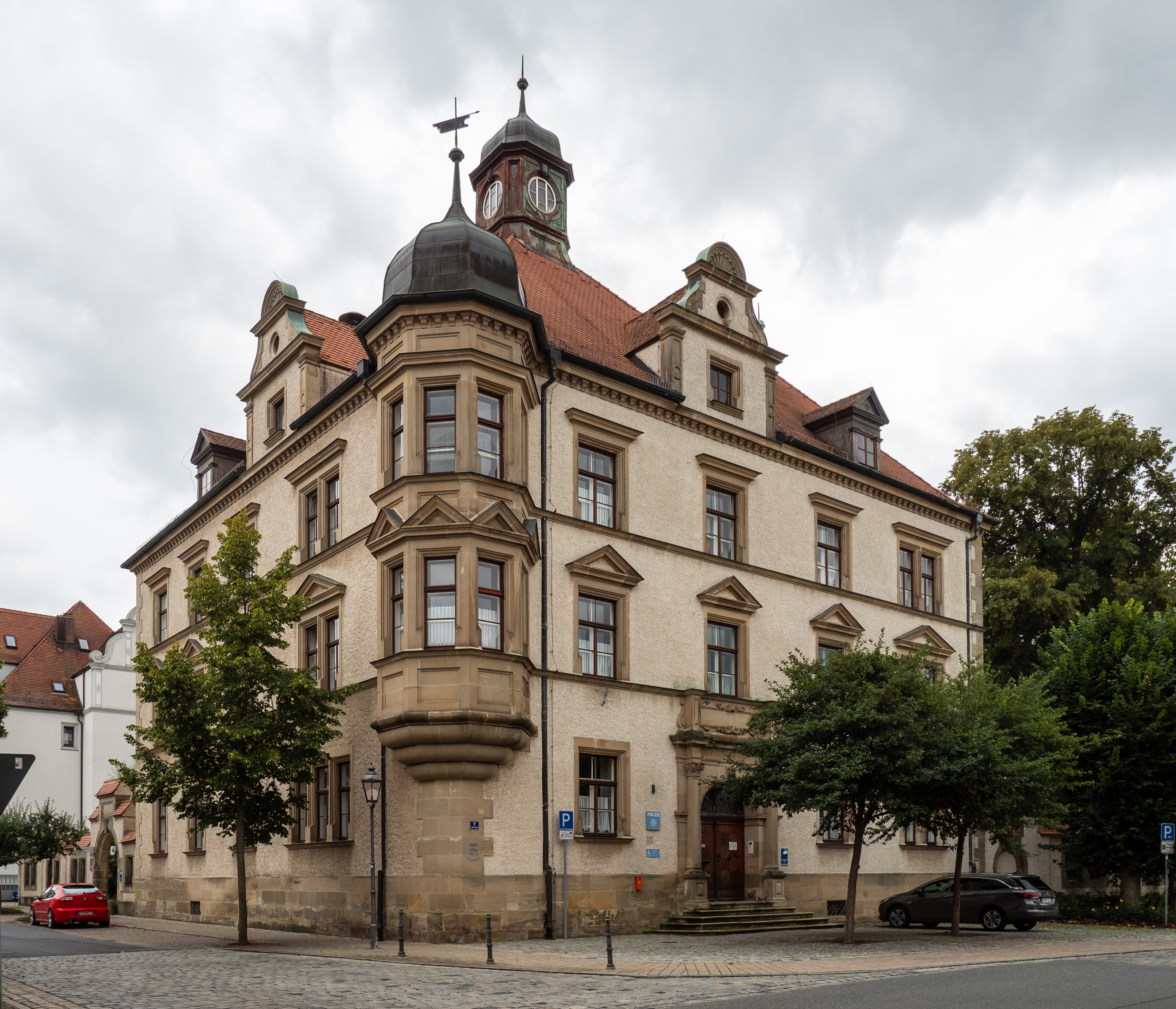
Ehemaliges Amtsgericht in Auerbach

### Eisenstraße und ein Kirchenbau
- Durch Auerbach verläuft die Bayerische Eisenstraße, welche zwischen Pegnitz und Regensburg Industrie- und Kulturdenkmäler verbindet.
- Pinzigberg mit der Kapelle Maria Hilf

### Schwedenturm
Der Schwedenturm wurde ursprünglich als Teil der mittelalterlichen Befestigungsanlagen der Stadt errichtet. Der heute etwa acht Meter hohe runde Turm hieß ursprünglich Faulenturm, den Namen Schwedenturm verdankt er seinem Besitzer von 1796, Kaspar Leißner, genannt „der Schwed“. Dieser erwarb den Turm auf Anraten der Regierung von Bürgermeister Ibscher, als die noch verbliebenen Stadtmauertürme versteigert wurden. Die anliegende Gasse trägt den Straßennamen Am Schwedenturm.

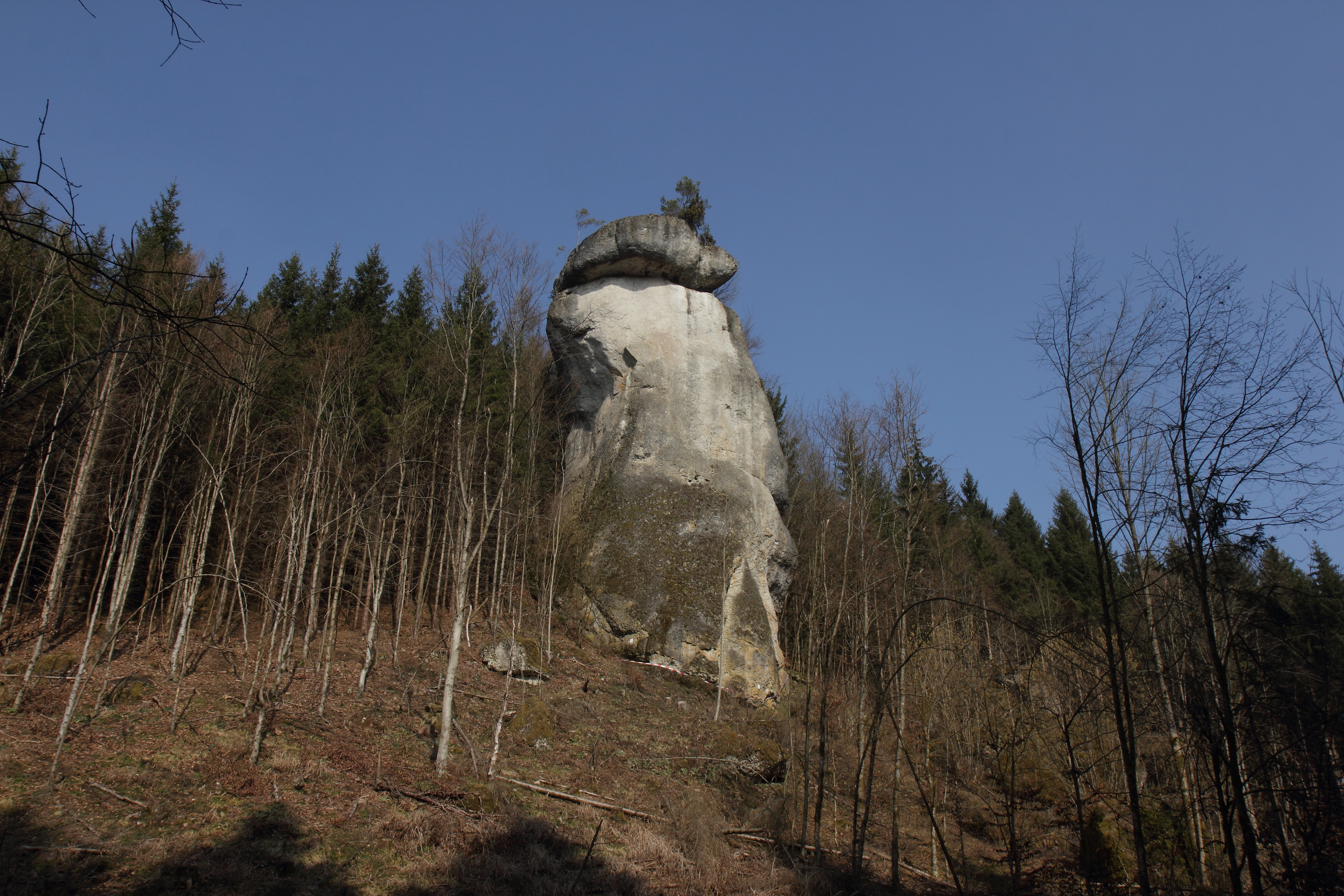
Felsturm Rabenfels (März 2014)

### Sehenswertes in der Natur
- Höhle ohne Namen in Steinamwasser
- Markanter Felsturm Rabenfels, ein Naturdenkmal sowie ein Bodendenkmal

### Sport
Überregional bekannt ist der SV 08 Auerbach, dessen Männer-Handballmannschaft von 2012 bis 2014 und wieder seit der Saison 2015/2016 in der 3. Liga spielt.

### Trivia
Auerbachs Keller gibt es nicht in Auerbach in der Oberpfalz. Auerbachs Keller ist die bekannteste und zweitälteste Gaststätte Leipzigs, bekannt durch Goethes Szene in seinem Faust. Den Namen Auerbachs Keller erhielt die Gaststätte nach dem Erbauer und Eigentümer, dem Leipziger Stadtrat, Arzt und Hochschullehrer Heinrich Stromer, der nach seinem Geburtsort Auerbach in der Oberpfalz nur „Dr. Auerbach“ genannt wurde.

## Wirtschaft und Infrastruktur

### Bergbau

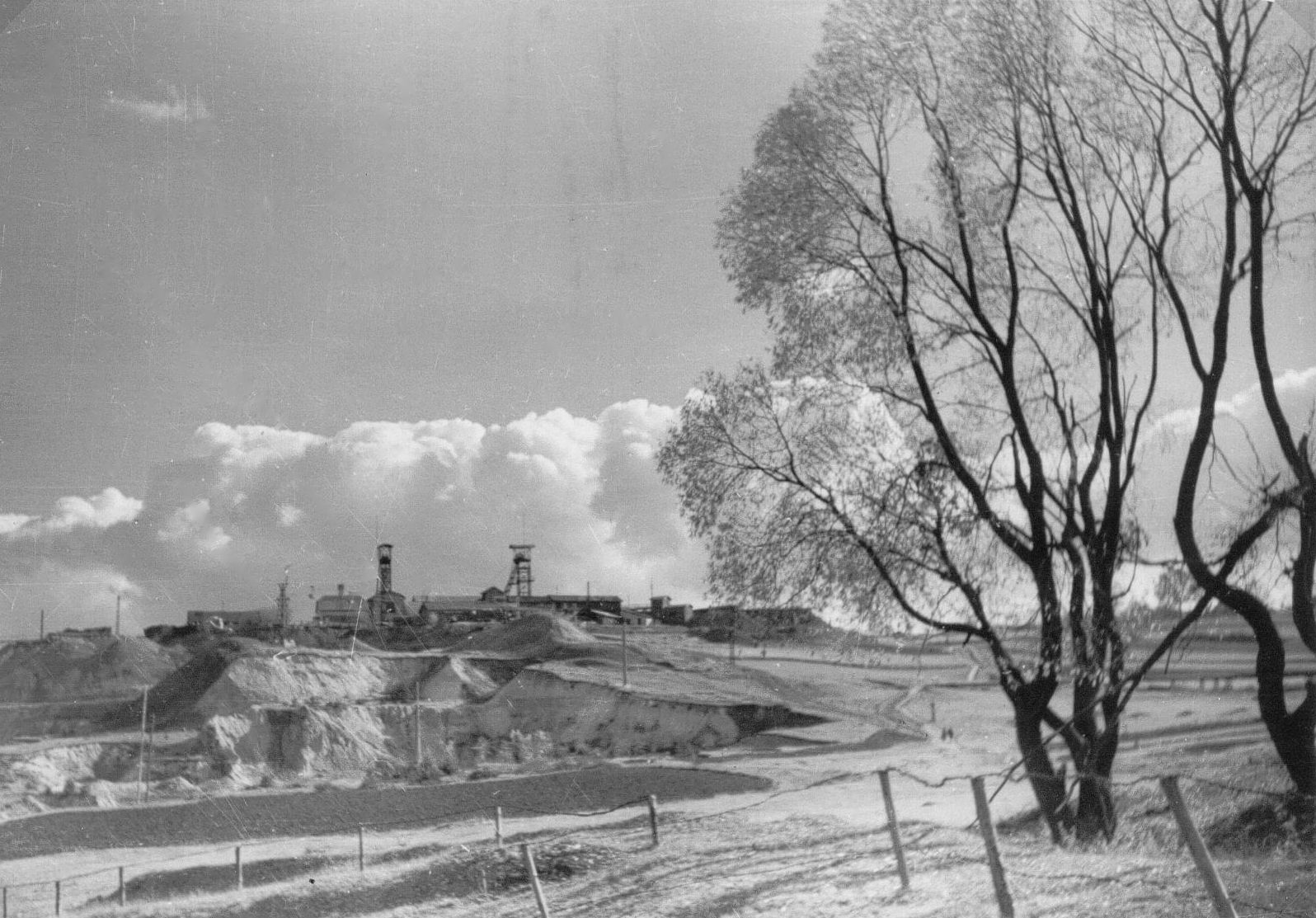
Eisenerzgrube Maffei I und II, Nitzlbuch, 1950

Um Auerbach wurde über Jahrhunderte bis 1987 Eisenerz abgebaut. Deswegen wird Auerbach im Volksmund heute noch Bergbau- oder Bergstadt genannt.
Im Jahre 1904 begannen auf dem Grubenfeld in Nitzlbuch die Abteufarbeiten für die Schächte Maffei I und Maffei II. Die Eisenerzgrube Leonie mit ihrem 194 Meter tiefen Schacht wurde 1977 eröffnet. Eine Grubenbahn mit sechs elektrischen Lokomotiven transportierte das Erz.
Das Eisenerz wurde von 1903 bis 1982 per Seilbahn von den Bergwerken zum Bahnhof Auerbach und dann per Eisenbahn auf der Bahnstrecke Ranna–Auerbach zu den Hochöfen der Maxhütte in Sulzbach-Rosenberg transportiert.
Auch das sehr seltene Mineral Churchit-(Y), veraltet Weinschenkit ((Y,Er,La)[PO4]·2 H2O), wurde in den Gruben Maffei I und II und Leonie gefunden. Es ist die einzige bekannte Fundstelle dieses Minerals in Deutschland.

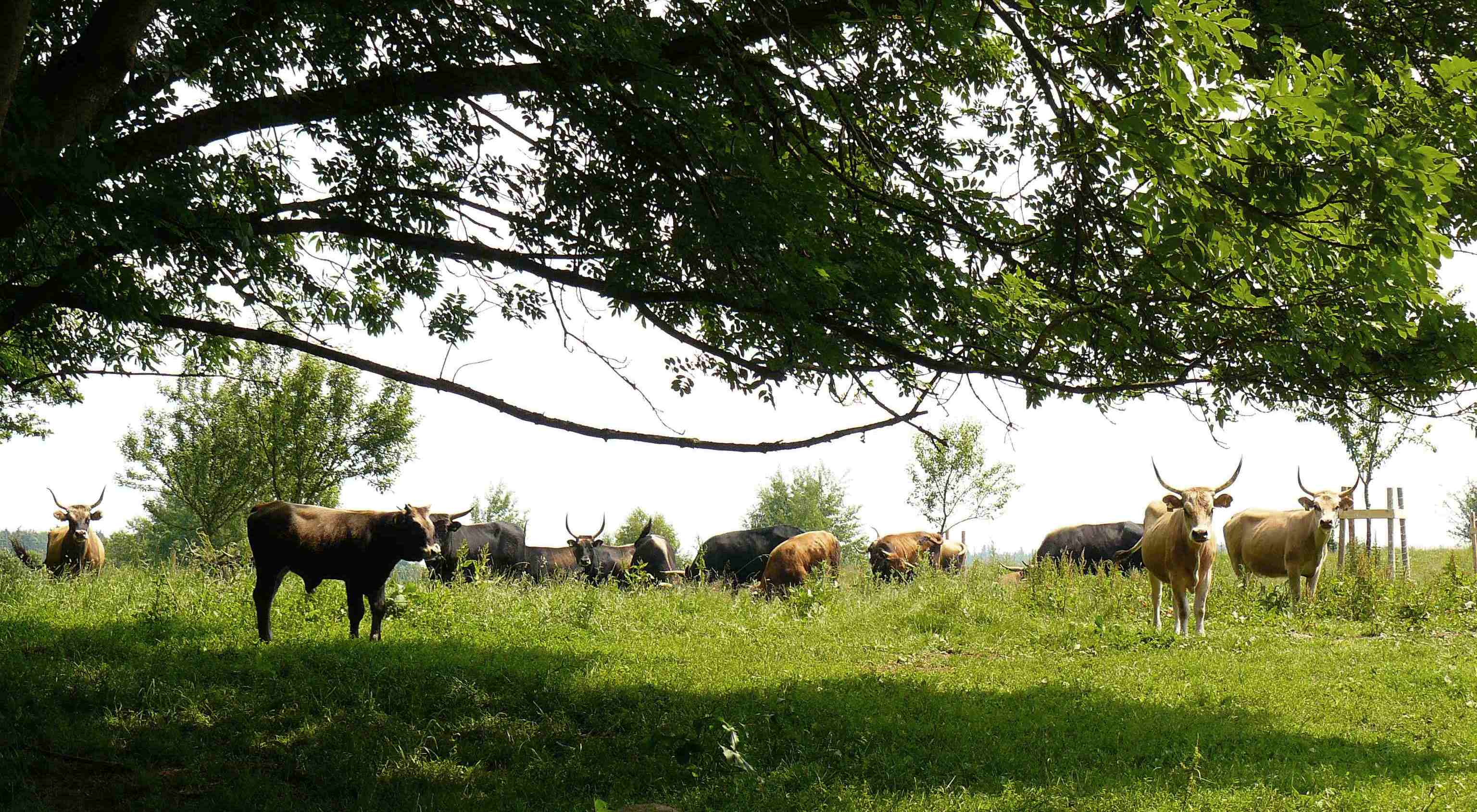
Heckrinder im Naturschutzgebiet Grubenfelder Leonie

Mit dem Konkurs der Maxhütte in Sulzbach-Rosenberg im Jahre 1987 wurde die Eisenerzgrube Leonie geschlossen. Heute ist das Gelände das Naturschutzgebiet Grubenfelder Leonie und wird durch Beweidung mit Heckrindern und Exmoor-Pferden offen gehalten.
In der Nähe des Gemeindeteils Ranna befinden sich starke Quellen, die die Nürnberger Trinkwasserversorgung speisen.
In den 86 Jahren der Eisenerzförderung in Auerbach wurden insgesamt 21 Millionen Tonnen Eisenerz abgebaut, wobei 16 Millionen auf das Bergwerk Maffei und fünf Millionen auf das Bergwerk Leonie entfielen. Nach dem Ende des Bergbaus stehen noch ca. 20 Millionen Tonnen hochwertiges Eisenerz in einer großen erkundeten Lagerstätte im Norden der Stadt zur Verfügung, deren Abbau derzeit nicht rentabel wäre.

### Ansässige Unternehmen
- Heim & Haus
- ZF Friedrichshafen AG
- Cherry GmbH
- Regens-Wagner-Stiftungen (Michelfeld)

### Verkehr

#### Bahn
Bis zum 21. März 1982 war Auerbach der Endpunkt der Bahnstrecke Ranna–Auerbach, die  abgebaut ist.
Im Ortsteil Michelfeld durchquert die Pegnitztalbahn (KBS 891) das Gemeindegebiet, ein Verkehrshalt besteht allerdings nicht.

#### Straße
Westlich von Auerbach vereinen sich die Bundesstraßen 85 und 470.

#### ÖPNV
Auerbach ist tariflich sowohl in den Verkehrsverbund Großraum Nürnberg (VGN) als auch in den Tarifverbund Oberpfalz Nord (TON) integriert.
Die lokalen Busunternehmen haben sich zur Verkehrsgemeinschaft Amberg-Sulzbach zusammengeschlossen und erschließen die Kommune mit verschiedenen Buslinien.

#### Wanderwege
Durch Auerbach verläuft der Fränkische Marienweg.

### Friedhof
Auf dem Friedhof befindet sich seit 1987 ein Gemeinschaftsgrab mit den Überresten von 32 sowjetischen Kriegsgefangenen aus dem Stalag IV B Falkenau/Eger, die von einem früheren Friedhof des Truppenübungsplatzes Grafenwöhr umgebettet wurden. Ein russisch-orthodoxes Grabkreuz mit Gedenktafel erinnert an sie.

## Persönlichkeiten
- Heinrich Stromer (um 1476–1542), Leipziger Universitätsprofessor, Arzt und Gründer von Auerbachs Keller
- Johann Stromer (1526–1607) juristischer Professor an der Universität Leipzig und Jena
- Johann Halbritter (1560–1627), geboren in Michelfeld, Jurist, Rektor der Universität Tübingen, württembergischer Rat
- Johann Michael Doser (1678–1756), Künstler, Bildhauer und Holzschnitzer
- Heinrich Schneider (1713–1766), geboren in Michelfeld, Benediktiner und Abt des Klosters Frauenzell
- Maurus von Schenkl (1749–1816), Benediktinerpater, Theologe und Bibliothekar
- Joseph Heinrich Wolf (1803–1857), Advokat und Heimatforscher
- Joseph Henfling (1877–1950), Kunstmaler, ab 1929 mit Namen Bruder Angelicus Henfling in Kloster Ettal
- Karl Sebastian Preis (1884–1946), SPD-Stadtrat in München und Gründer der kommunalen Wohnungsbaugesellschaft GEWOFAG
- Karl Peissner (1890–1952), Musikdirektor und Komponist in Füssen, Hochdorf LU und Altstätten SG
- Geo Hering (1903–1970), geboren in Zogenreuth, Journalist und Schriftsteller
- Rudolf Lodes (1909–2006), Künstler und Mediziner
- Johann Baptist Metz (1928–2019), katholischer Theologe, Begründer der neuen Politischen Theologie